# 九州
九州（きゅうしゅう）は、日本列島を構成する島の一つで、その南西部に位置する。
北海道・本州・四国とともに主要4島の一つでもあり、この中では3番目に大きい島で、世界の島の中では、スピッツベルゲン島（ノルウェー）に次ぐ第37位の大きさである。
地質学や考古学、交通などの分野では九州島という名称も使用される。
九州島、または九州島とその付随する島、および琉球諸島を含めて九州地方（きゅうしゅうちほう）と呼ばれる。最大都市は福岡県福岡市である。
本州とは少し違う、南方感のある独自の文化が保たれている。
九州の最高標高は1,791メートル (m) で、大分県の九重連山・中岳の標高である。また、九州地方の最高標高は1,936 mで、鹿児島県の屋久島・宮之浦岳の標高である。（「#地理」および「日本の地理・九州」を参照）

## 概要
九州には7つの地方公共団体（県）があり、7県総人口は約1,257万人（2023年）、沖縄県を含めた8県総人口は約1,404万人（2023年）である。都道府県の人口一覧#推計人口（最新）（右表 九州地方のデータ参照）
九州の古代の呼称は、「筑紫島」・「筑紫洲」（つくしのしま）である（#歴史書における呼称）。

## 地理

九州島の主要地形

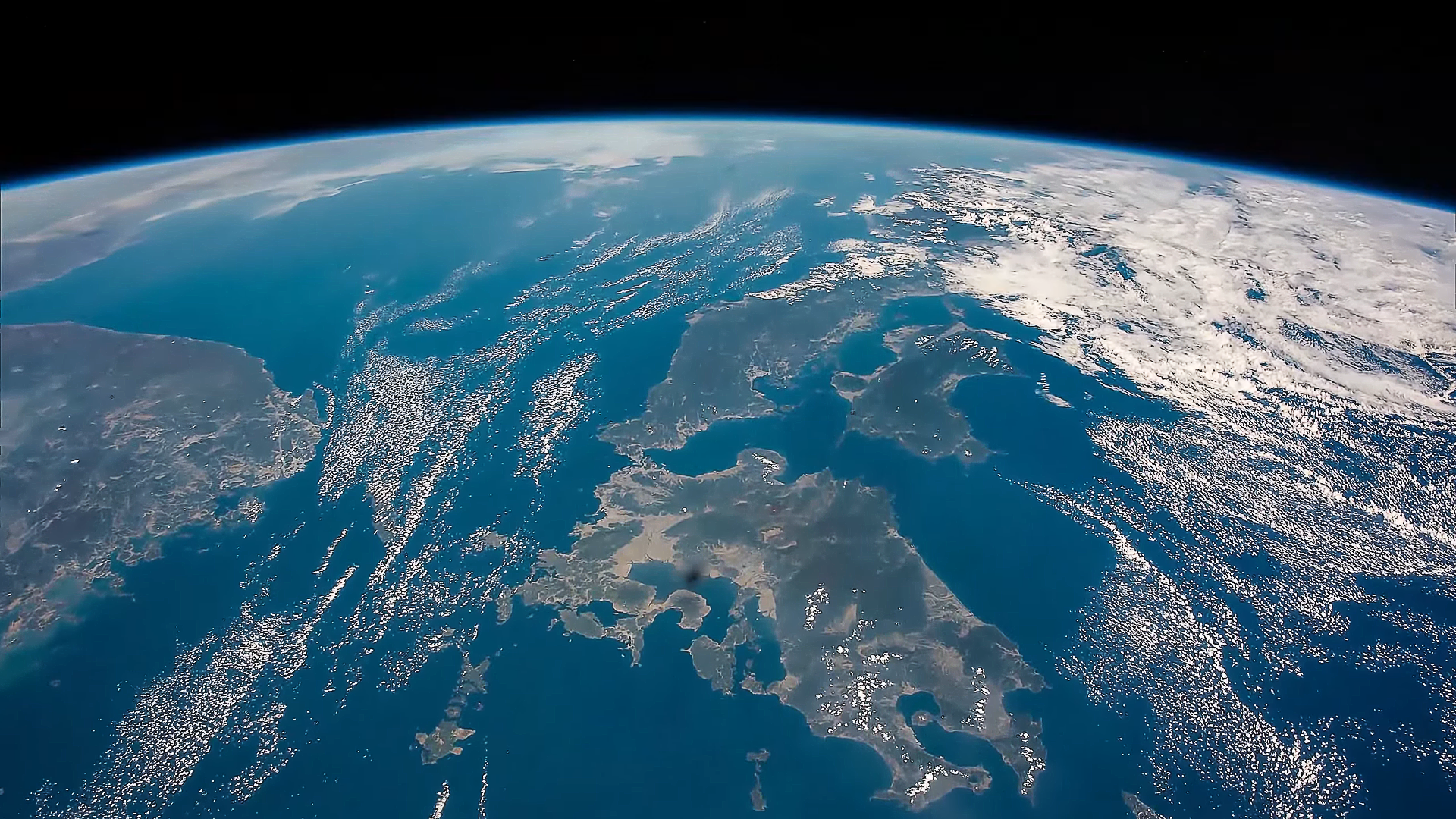
国際宇宙ステーションから見た九州

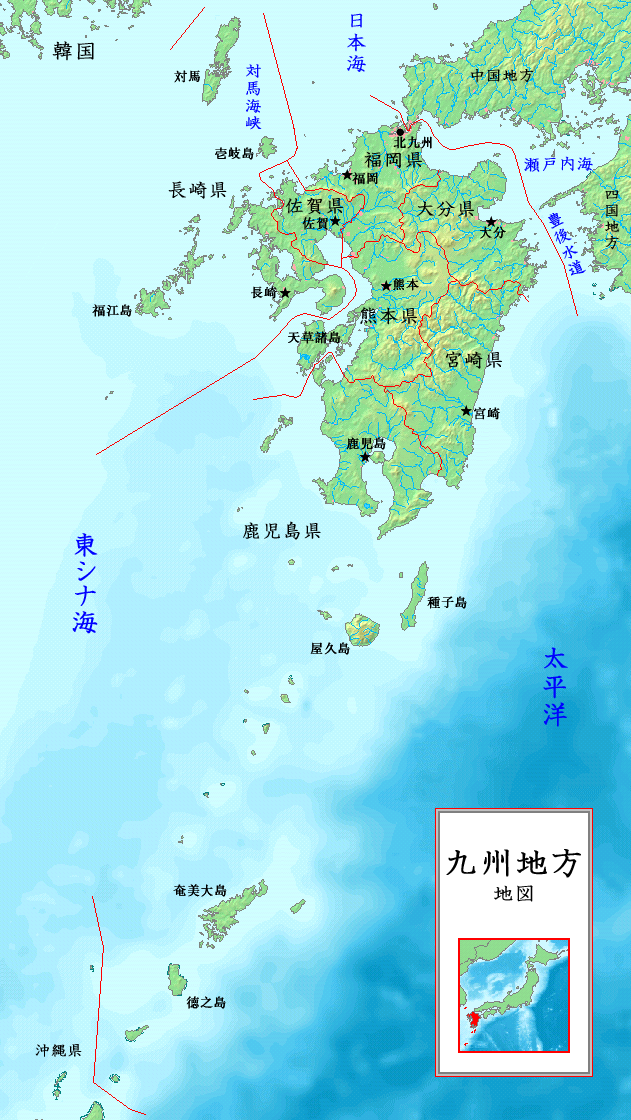
九州の地図

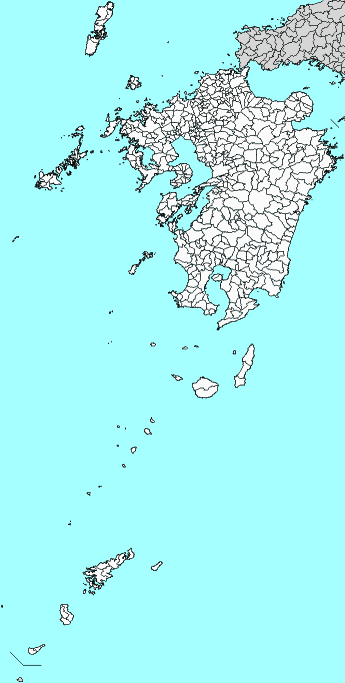
九州

### 地形
九州を大きく二つに分けると、北部九州と南九州に分ける場合と、東九州（日豊）と西九州（筑肥）に分ける場合がある。北部九州と南九州の中間となる地域を中九州ということもある。ただし、これらの地域区分は使用される側によって大きく変化する（詳細は北部九州・南九州を参照）。
中央に九州山地が形成されている。その中核をなす阿蘇山は東西18キロメートル (km) 、南北25 kmにも及ぶ世界最大級のカルデラを持つ。九州の地形は大きく3つに分けることができ、北部と中部の境界は松山-伊万里構造線で、中部と南部の境界は中央構造線の一部である臼杵-八代構造線で分けることができる。北部は比較的なだらかな山地、南部は白亜紀から第三紀にかけて生成された付加体であるため北部とは全く異なった地質であり、比較的険阻な山地になっている。また、中部は数十万年前まで瀬戸内海の延長の海で分かれており、それが阿蘇山の数回にわたる噴火によって溶岩で埋まり、一つの島になった。
尚、以下の項目では九州本島ではなく、九州地方に属するものを挙げる。

### 平野・台地
- 平野：福岡平野・筑紫平野（佐賀平野・筑後平野）・熊本平野・八代平野・大分平野・中津平野・宮崎平野・川内平野
- 台地：カルスト台地、シラス台地

### 山地
- 山地：筑紫山地（筑肥山地・脊振山地）・九州山地
- 山脈：九重山（九重連山）・阿蘇山（阿蘇五岳）・雲仙岳（三岳五峰）・霧島山（霧島連山）
- 山：英彦山・九千部山・久住山・大船山（九重連山）・	中岳（九重連山）・由布岳・天山・多良岳・雲仙普賢岳・中岳（阿蘇連山）・国見岳・祖母山・傾山・大崩山・韓国岳（霧島連山）・桜島（御岳）・開聞岳・宮之浦岳（屋久島）・永田岳（屋久島）

### 高地・盆地
- 高原：久住高原・えびの高原
- 草原：草千里ヶ浜
- 湿原：タデ原湿原、樫原湿原
- 盆地：人吉盆地（球磨盆地）・大口盆地・都城盆地・日田盆地・由布院盆地・玖珠盆地

### 半島
- 半島：糸島半島・長崎半島・東松浦半島・北松浦半島・西彼杵半島・島原半島・宇土半島・国東半島・佐賀関半島・四浦半島・鶴見半島・大隅半島・薩摩半島

### 河川
- 河川：筑後川・遠賀川・松浦川・嘉瀬川・山国川・球磨川・緑川・白川・大分川・大野川・番匠川・川内川・大淀川
- 湖：池田湖
- 渓谷：藤河内渓谷・菊池渓谷・矢谷渓谷
- 峡谷：高千穂峡
- 滝：轟峡・鍋ヶ滝・原尻の滝・慈恩の滝・黄牛の滝・暁嵐の滝・真名井の滝・曽木の滝
- 地熱帯：小松地獄・別府地獄・雲仙地獄

### 主な島嶼
福岡県
- 沖ノ島・大島・能古島・玄界島

佐賀県
- 小川島・加唐島・馬渡島・いろは島

長崎県
- 対馬・壱岐島・平戸島・的山大島・生月島・鷹島・福島・大島・蛎浦島・松島・箕島
- 五島列島
  - 中通島・若松島・奈留島・久賀島・福江島・宇久島・小値賀島

熊本県
- 天草諸島
  - 天草上島・天草下島・戸馳島・維和島・大矢野島・御所浦島

大分県
- 姫島
- 大入島・大島・屋形島・深島

鹿児島県
- 天草諸島
  - 長島・獅子島
- 甑島列島
  - 上甑島・中甑島・下甑島
- 大隅諸島
  - 種子島・屋久島・黒島・硫黄島・竹島・口永良部島
- トカラ列島
  - 口之島・中之島・諏訪之瀬島・悪石島・小宝島・宝島
- 奄美群島
  - 奄美大島・加計呂麻島・喜界島・徳之島・沖永良部島・与論島

### 海
- 海：太平洋・日本海・東シナ海・有明海・八代海
- 海峡：関門海峡・対馬海峡・壱岐水道・豊予海峡・大隅海峡・種子島海峡・甑島海峡
- 灘：響灘・玄界灘・天草灘・角力灘（すもうなだ）・日向灘・周防灘
- 湾：博多湾・大村湾・別府湾・鹿児島湾・佐伯湾

### 気候
九州地方は、日本の地域の中では小笠原諸島に次いで温暖な地域である。鹿児島県の奄美地方以南の地域と、種子島・屋久島地方以北の地域では平均気温が大きく違う。
九州島や種子島・屋久島以北
九州島や種子島・屋久島以北の島嶼部は、夏は暑く降水量が多い。冬は寒さを感じるほどに気温が下がり、雪が降る。域内の南北で大きな気温の差は1～2℃ほどしかない。
九州山地周辺（熊本県阿蘇地方・大分県の西部・宮崎県の北部山間部）では積雪は珍しくなく、年に数日は真冬日となるため希に根雪になることもある。しかし暖かい日もあるため中国地方以東とは異なり豪雪地帯は存在せず、積雪は比較的少ない方である。また大分県の西部は内陸性気候で昼と夜の気温差が大きく、寒暖の年較差も大きい。特に大分県の日田市では夏は猛暑の日が多く、冬は厳寒の日が多い。
南部の太平洋沿岸に当たる大分県の南部・宮崎県・鹿児島県の大隅地方、種子島・屋久島地方は太平洋側気候の南海型で、夏に降水量が多いが、冬は温暖で降雪することもほとんどなく、晴天の日が多い。夏から秋にかけては台風の影響を受けることが多いため「台風銀座」と呼ばれていて、鹿児島県は1951年（昭和26年）以降の台風上陸数が日本一である。その中でも日本列島に大きな被害をもたらした台風として「枕崎台風」「ルース台風」「洞爺丸台風」「台風13号（1993年）」「台風16号（2004年）」などがある。
福岡県の北九州地方の瀬戸内側と大分県の北部・中部は瀬戸内海式気候の特徴を持ち、降水量が多い梅雨時を除けば九州の中では降水量が少ない地域（大分市の年間降水量：約1,680 mm）であるが、それでも関東以北の東日本太平洋側と比べると多い。特に、北九州地方では九州型の影響との遷移地域で梅雨時の降水量が非常に多い。なお、冬季は曇天が多く降雪することも珍しくない。大分県中部では太平洋側気候の南海型ほど影響がないものの、梅雨時の降水量と秋雨や台風の接近による降水量もやや多いなど山口県の東部以東の瀬戸内海式気候の地域と比べると、夏季の降水量が少ないという特徴は薄くなっている。冬季の大分県北部、中部では、雲が九州山地に遮られるために晴天の日が多い。積雪はどの地域でも少ないが、九州山地にあたる地域ではやや多くなる。
福岡県の北九州地方の大部分を除く地域・佐賀県・長崎県・熊本県・大分県の西部・鹿児島県の薩摩地方は太平洋側気候（九州型）で、夏は降水量がかなり多く、特に華南、南西諸島からの熱帯モンスーン気団による湿舌などの影響を直接受けやすい初夏から梅雨時に降水量が非常に多くなり、しばしば大きな被害をもたらす。なお、秋雨時の降水量は少ない。冬は降水量が比較的多いが、1 mm以上の降水が観測される降水日数の最多月は日本海側気候のように冬季（1・2・12月のいずれか）ではなく、他太平洋側気候各地と同様に春季 - 秋季（3 - 11月のいずれか）で、年間降水量が少なく、冬は北西からの季節風の影響を受けるため曇天が多いなど島根県の石見地方や山口県の北部と似た気候が現れる。一方で、朝鮮半島のある関係で降雪日数は福岡市で約17日と東京・大阪よりは多いが、積雪は少なく首都圏・京阪神などと同じように5 cm程度の積雪でも大雪とみなされるために交通機関が麻痺してしまう。台風の影響は東シナ海側から朝鮮半島、日本海側を進んだ場合に降水量が多くなる傾向がある。
奄美以南
奄美地方以南の地域は南日本気候（南西諸島気候）で、大東諸島を除きどの島でも年間降水量は2,000 mm以上と多く、一年中降雨がある。台風の接近が多く、時々強い台風が襲来して被害をもたらす。年間の気温の差が小さく1年を通して気温が高い。また昼と夜の気温差も小さい。降雪の記録は過去に数回しかない。盛夏時は晴天の日が多く日照時間も非常に多いが、にわか雨が多い。なお、冬季は北西からの季節風で曇天と雨天が多く日照時間も少ない。梅雨時の降水量は九州本島程ではないがかなり多い。

## 九州の範囲

### 歴史書における呼称
日本は14,125の島で構成される島国であるが、日本最古の歴史書 『古事記』 (和銅5年（712年）献上) では、「日本」を「大八島国」（おおやしまのくに）と呼び「八つの島」の総称としている（登場順に現代の呼称表記で、淡路（あわじ）、四国、隠岐（おき）、九州、壱岐（いき）、対馬（つしま）、佐渡、本州 ）。
その『古事記』での九州の呼称表記は「筑紫島（つくしのしま）」である。
『日本書紀』（養老4年（720年）完成）では、「日本」を「大八洲国」（おおやしまのくに）、「九州」を、「筑紫洲（つくしのしま）」と表記しており、その中に筑紫国、火国、豊国、日向国、熊襲国が現われる。
木兎の島（つくとりのしま）とも呼ばれ、『筑前国続風土記』第1巻に記述があり、九州島の形状が木兎（ミミズク）に似ていることからこの名が付けられたとされる。

### 「九州」の由来
16世紀の戦国時代を描いた軍記物語として知られる『陰徳太平記』（享保2年（1717年出版）序に、「山陰山陽四国九州」の記載があり、このような近世の書物においては、明確に「九州」という名称を見出すことができる。しかしこの名称がいつ生まれたか正確な時代は不明である。鎌倉時代後期に作成された吾妻鏡の元暦2年（1185年）2月13日と2月14日の記事では、源範頼が「九州」を攻めようとしていることが記載されている。もともと中国では周代以前、全土を9つの州に分けて治める習慣があったことから、九州とは9つの国という意味ではなく、天下のことを指す（参考：九州 (中国)）が、平安時代後期に朝廷が発した保元新制で使われている「九州」の意味も、こちらである。また新羅の九州の実例もある。

### 令制国上の「九州」
一般に「九州」とは、令制国の西海道のうち筑前国・筑後国・肥前国・肥後国・豊前国・豊後国・日向国・大隅国・薩摩国の9国の総称とされている。四国と同じ理屈で、九国（きゅうこく、くこく）とも呼ばれたといわれる。
この令制国に基づく定義では、九州島の九国と、この九国に編入された周辺の附属島嶼が「九州」の範囲となる。ただし周辺の島嶼が九国の令制国に編入された時期はそれぞれ異なるため、歴史を通し一義的な範囲には定まらない。
- 対馬国と壱岐国は九国に編入された事は一度もない。
- 五島列島は値嘉島として876年に肥前国より一時分立するが、それ以降は肥前国である。
- 大隅諸島の種子島・屋久島は702年に多禰国として分立するが824年以降大隅国に編入されている。
- トカラ列島（十島）は1227年（鎌倉時代）に薩摩国へ編入された（のち大隅国）。
- 奄美群島は1879年（明治12年）4月に大隅国（鹿児島県）へ編入。それまでは名目上琉球の領域とされていた。
- 沖縄県の領域は、琉球王国時代と以前は元より、そもそも令制国に編入された事は一度もない。

このように編入時期が異なる事による意識および解釈の差が存しうるが、少なくとも一度も編入された事がない壱岐、対馬、および沖縄県の領域は、令制国上の「九州」には含まれないことになる（なお、奄美群島は日本本土における廃藩置県・府県合併および琉球処分の後に大隅国《鹿児島県》に編入されたため、行政区分としての「九州」に組み込まれたのはそれ以降である）。さらに後述の太平洋戦争終戦後のアメリカ統治時期も令制国の範囲に変更はないので、この定義に変化はない事になる。
上記九国とともに対馬、壱岐を含む西海道は、九国二島、九州二島とも呼ばれた。また、西海道の別名として鎮西とも呼ばれていた。

### 近現代の「九州」
廃藩置県・府県合併以降 は、福岡県、佐賀県、長崎県、熊本県、大分県、宮崎県、鹿児島県、沖縄県の8県を指して「九州地方」とされ、これにより令制国上の「九州」には含まれなかった対馬・壱岐・奄美群島・沖縄県の領域をも含む事となった。
一方、単に「九州」とする場合はそのうち沖縄県を除いた7県がその対象とされる。よって、令制国上の「九州」と比較すると対馬・壱岐・奄美群島が加わる事となった。
トカラ列島の一部、奄美群島および沖縄県の領域は太平洋戦争終戦後、アメリカに占領され日本に返還されるまでの間に一時的に日本の施政権が停止されるが、実質的取扱（実効支配）はともかく、「九州」の範囲に影響を与えたことはない。（なお、トカラ列島は上三島が日本に残留し、下七島が施政権停止されたため、両者間で地方公共団体が分離される事となった。）

### 九州・沖縄地方
以上のように単に「九州」と言うと西海道九国の領域、あるいは廃藩置県・府県合併以降の7県（福岡県、佐賀県、長崎県、熊本県、大分県、宮崎県、鹿児島県）の領域を指す。いっぽう「九州地方」に沖縄県を含める百科事典が多いが、実際には沖縄県を含めた8県の場合は「九州・沖縄地方」との呼び方が使われている。
歴史上も、「九州地方」などと言う地方区分の概念が導入されたのは廃藩置県後の明治時代以降であると考えられる（それ以前は令制国による区分であった）。なお、近現代の法令上、行政上の区分は、個別の法制度に基づくため、必ずしもこれらとは一致しない。例として九州総合通信局の管轄範囲に沖縄県は含まれない。行政機関の地方支分部局や企業の営業地域などでは沖縄県を九州地方に含む場合も多く、あるいは沖縄を含むことを明示するために「九州・沖縄地方」と表現する場合が一般的である。
例として『NHK年鑑』では見出しを「九州」とする一方で、本文中では「九州・沖縄」と表現している。テレビ番組としては九州朝日放送制作のブロックネット番組「スーパーJチャンネル九州・沖縄」などがある。
また、本州に位置する山口県は、令制国は山陽道の周防国、長門国に属し中国地方に区分されるが、北九州地方（かつての豊前国）に地理的にも近く歴史的な縁の深いこともあり、山口県を便宜上の同一区分に含めることもある。その場合は明示して「九州・山口地方」と表現する。
「九州」に沖縄県を含む例
- 警察庁 九州管区警察局
- 総務省 中央選挙管理会 衆議院比例九州ブロック
- 法務省 福岡矯正管区、九州地方更生保護委員会（那覇分室）、福岡出入国在留管理局（那覇支局）
- 公安調査庁 九州公安調査局
- 林野庁 九州森林管理局
- 厚生労働省 九州厚生局（沖縄麻薬取締支所）
- 中央労働委員会 九州地方事務所（沖縄分室）
- 門司地方海難審判所（那覇支所）一部山口県も含む
- 環境省 九州地方環境事務所
- 防衛省 陸上自衛隊西部方面隊
- 福岡高等裁判所（那覇支部）

「九州」に山口県を含む例
- 水産庁 九州漁業調整事務所
- 国土交通省 九州地方整備局（港湾空港部のみ下関市を管轄している）
- 気象庁 福岡管区気象台
- SUNQパス（利用可能な地区に下関市が含まれる）

「九州」に沖縄県・山口県を含んだ9県とする例
- 九州地方知事会

## 歴史

### 旧石器時代
北部九州では、長崎県の入口遺跡や福岡県の、辻田遺跡の中期旧石器時代石器群等が挙げられる。日本の東北地方の中期旧石器時代の石器と形態的に同じであり、現時点では西日本で最も古い石器の一群である。
南九州の現鹿児島県からは、上場遺跡が発掘されている。これは日本初の旧石器時代の建物跡の発見例であり、ナイフ形石器文化→細石器文化への移りかわりや、爪形文土器と細石器の関係が層位的に確認された3万年前から1万年の間に5時期の生活の跡が確認された遺跡である。

### 縄文時代
九州の縄文文化は、草創期から早期にかけては他の地域に先がけて目覚ましい発達がみられる。
佐賀県の「最古の湿地性貝塚」である東名遺跡や長崎県佐世保市の泉福寺洞窟からは世界最古級の豆粒文土器が出土している他、鹿児島県では9500年前の「日本最古の村」とされる上野原遺跡や栫ノ原遺跡等、日本最古級最大級の遺跡が発掘されている。
地理的な近さや文化的連続性も相まって、縄文時代から沖縄(琉球・南西諸島)との交流が盛んであった。沖縄県うるま市の古我地原貝塚では、曽畑式や市来式土器といった九州産の土器や、佐賀県の腰岳産の黒曜石などが出土しており、逆に九州でも沖縄産のゴホウラの貝輪などが見つかるなど、早い段階から本格的な交易が行われていた。
2021年5月に宮崎県都城市山之口町の「相原第1遺跡」で縄文時代早期（約11000年前）の集落跡が見つかった。この集落跡より古い土層からも石器や土坑が発見された事から旧石器時代までさかのぼる可能性が高いとしている。
約7300年前の鬼界カルデラの大噴火で南九州の縄文文化は壊滅的な被害を受けたと予想され、前期から中期にかけて衰退しているが、後期から晩期にかけて再興している。
北部九州では全国でも稀である多数の装飾品を纏って埋葬された女性人骨など20体以上が発掘された山鹿貝塚や、牡蠣殻の貝面、十字形石製品などが発掘された阿高黒橋貝塚などがあり、九州独特の文化を形成していた。

### 古代
古代では、九州本島は、「筑紫島・筑紫洲（つくしのしま）」（古事記・日本書紀）と呼ばれていた（国産み#比較表、#歴史書における呼称）。
3世紀には『魏志』倭人伝に書かれているように小国（伊都国・奴国など）に分立していた。それらの国々は4-5世紀頃まで継承され、後の郡の広さに近い政治地域を支配する豪族に成長していった。倭政権からは県主（あがたぬし）に任ぜられていた。記紀などの史料には九州各地に県・県主がみられる。
5、6世紀のヤマト政権には筑紫国（北部）・豊国（東部）・肥国（中部）・熊襲国（南部）の四区分に観念されていた。それは九州成立以前の政治的区分であった。
続日本紀によるとヤマト政権が律令制を取り入れるにあたって西海道の一部となり、筑紫は筑前国・筑後国、豊国は豊前国・豊後国、肥国は肥前国・肥後国に分割され日向国の7国と島嶼部の壱岐国・対馬国の2国が成立（ただし、日本書紀では律令制以前の推古天皇17年（609年）の記事に肥後國の記載あり）、弘仁15年/天長元年（824年）以後は大隅国・薩摩国を加えた本土9国、島嶼部2国となったとある。また、斉明天皇の時に、百済復興の戦に備えるために筑紫国朝倉宮に遷都し、ごく短期間であるが九州に初めて朝廷が置かれた。その後、現在の太宰府市には西海道を統轄し対外的な窓口と大陸からの防衛任務を兼ねて大宰府が設置された。また、天智天皇2年（663年）の白村江の戦い以降に筑紫に水城や大野城を置き日本の防衛の最前線の役割を担った。
なお古代九州には7世紀末までヤマト政権とは独立した王権があったとする説（九州王朝説）もある。
- 吉野ヶ里遺跡
- 海人族
- 熊襲・隼人
- 防人

### 中世
中世には、博多が自治都市として栄える。摂津国の渡辺氏の分流の松浦氏の一族や、藤原純友の乱において勲功のあった大蔵春実、橘公頼などの子孫が土着し、在地の豪族となる。
平家の勢力圏であり、九州の武家は平家方に属したが、治承・寿永の乱（源平合戦）の趨勢から菊池氏や松浦氏をはじめ諸氏は源氏方に寝返り、鎌倉幕府の鎮西御家人となり地頭に補任される。
しかし、九州の武家は親平家方であったため、源頼朝は「戦後処理」として、九州の在地武家を抑えこむため、新しく東国御家人の少弐氏や島津氏、大友氏を守護として九州に送り、これらの「下り衆」が勢力を強め、菊池氏や松浦氏、秋月氏などの在地の武家を抑え、その後の九州の武家の中枢となる。
鎌倉時代には2度に渡る元寇があり、少弐氏など北九州の武士を中心に撃退した後に、それまでの異国警固番役に代わり鎮西探題が設置される。
元弘元年（1331年）に京都において後醍醐天皇が元弘の変で蜂起すると、少弐氏や大友氏などが鎮西探題の北条英時を攻撃する。鎌倉幕府が滅亡後に後醍醐天皇の建武の新政が成立し、後に足利尊氏は新政から離反し、尊氏は京都での戦いに敗れて九州へ逃れる。少弐氏らは尊氏を迎え、宮方の菊池武敏らを多々良浜の戦いで破る。尊氏は九州で体勢を整えた後に一色範氏・仁木義長らを足利勢力として残し、京都に上り、室町幕府を開く。
後醍醐天皇は吉野（奈良県）に逃れて南朝を開き、宮方の武将に自身の皇子を奉じさせて各地で南朝勢力の集結を呼びかけ、九州には懐良親王が宇都宮貞泰に守られて派遣され、菊池氏に奉じられる。懐良親王は明から倭寇鎮圧の要請のために派遣された使者を迎え、「日本国王」として冊封されて明の権威を背景に勢力を広める。また、足利家では観応の擾乱と呼ばれる内紛が発生し、尊氏の側室の子である足利直冬が九州で尊氏と敵対して戦う。
中央では南朝勢力は衰微し、幼い3代将軍足利義満を補佐した細川頼之が今川貞世を九州の南朝勢力討伐のために派遣すると懐良親王も博多、大宰府を追われ、貞世の働きで九州の南朝勢力は鎮圧される。貞世は九州で独自の勢力を築いたため義満に排除され、その後は大内氏が台頭する。寧波の乱で細川氏を破った大内氏と博多の商人により大陸との貿易を独占する。
応仁の乱以後は少弐氏は衰退し、戦国時代には大友氏、大内氏、島津氏などが戦国大名に成長する。天文12年（1543年）、種子島にポルトガル人により日本に初めて鉄砲が伝わる。南蛮貿易の中心地となり、大友義鎮、有馬晴信、大村純忠などのキリシタン大名も生まれる。
主要な戦国大名
- 城井氏（豊前国）
- 大友氏（豊後国）
- 少弐氏（筑前国、肥前国）
- 宗像氏（筑前国）
- 立花氏（筑前国、筑後国）
- 秋月氏（筑前国）
- 蒲池氏（筑後国）
- 龍造寺氏（肥前国）
- 松浦氏（肥前国）
- 大村氏（肥前国）
- 有馬氏（肥前国）
- 宗氏（対馬国）
- 菊池氏（肥後国）
- 阿蘇氏（肥後国）
- 隈部氏（肥後国）
- 名和氏（肥後国）
- 相良氏（肥後国）
- 伊東氏（日向国）
- 肝付氏（大隅国）
- 島津氏（薩摩国）

### 近世
近世には豊臣秀吉の九州征伐を経て豊臣政権下に組み込まれ、北九州は秀吉による朝鮮出兵である文禄・慶長の役の拠点であった。
江戸時代には幕藩体制の確立に伴い薩摩藩、佐賀藩、福岡藩、熊本藩、対馬藩をはじめとする諸藩が成立する。江戸時代の鎖国体制下では平戸・出島などが対外交易の入り口となり、長崎奉行所がおかれた。
江戸前期には島原の乱が発生する。
幕末には薩摩藩などが明治維新を主導する雄藩となった。

### 近代
近代に入ると北部九州で炭鉱、鉄鋼業が盛んになる。
福岡県の筑豊地方では多数の炭鉱が開かれ、小倉、田川が栄えた。
- 八幡製鉄所、筑豊炭鉱、三池炭鉱、佐世保鎮守府、長崎造船所
- 九州帝国大学、熊本洋学校

### 現代
- 九州自動車道、山陽新幹線、九州新幹線
- 福岡一極集中

### 年表
「九国」、九州および「九州地方」の地名に関連した年表。
- 7世紀ごろ - 掖玖・夜勾、海見、多禰島、度感などが史記に見える[20][注 9]
- 7世紀中葉 - 律令制の成立
- 大宝2年（702年）ごろ - 隼人の反乱を契機として、唱更国（のちの薩摩国）が日向国から分立される形で設置[21]。
- 大宝2年（702年） - 種子島・屋久島に多禰国が設置。
- 大宝4年（704年） - 唱更国から薩麻国に改称。8世紀半ばに薩摩国となる。
- 和銅6年（713年） - 大隅国が日向国から分離。「九国」が揃う。
- 8世紀ごろ - 信覚、球美、阿児奈波などが史記に見える[20][注 9]
- 弘仁15年/天長元年（824年） - 多禰国を大隅国に併合。
- 1227年  - トカラ列島（十島）が薩摩国へ編入。
- 慶長14年（1609年） - 薩摩藩が琉球王国に侵攻、間接統治に組み込む[17]。
- 慶長18年（1613年） - 薩摩藩が奄美に代官所を置く。
- 明治4年7月14日（1871年8月29日） - 廃藩置県。数次に渡り名称や領域は異動。
- 明治5年（1872年） - 琉球王国を廃し、琉球藩を置く。
- 1879年（明治12年） - 奄美が大隅国に編入、大島郡となる。トカラ列島（十島）が薩摩国へ編入
- 1879年 - 琉球藩を廃し沖縄県を設置（琉球処分）。
- 1883年 - 佐賀県が長崎県より、宮崎県が鹿児島県より、それぞれ分立して再置、現状となる。
- 1897年 - トカラ列島十島が令制国上で、薩摩国川辺郡から大隅国大島郡へ再編。
- 1945年（昭和20年） - 太平洋戦争終戦。トカラ列島下七島および奄美群島以南の南西諸島がアメリカ統治下におかれた。
- 1946年 - SCAPIN-677により、トカラ列島下七島および奄美群島以南の南西諸島が日本から公式に行政分離され、施政権が停止される（故に九州地方としての行政権も停止）。トカラ列島上三島は十島村（じっとうそん）として日本に存置。
- 1952年 - サンフランシスコ講和条約発効。同年、トカラ列島下七島が日本に復帰、行政権再開。上三島は三島村、下七島は十島村（としまむら）として分立。
- 1953年 - 奄美群島が日本に復帰、行政権再開。
- 1972年 - 沖縄返還。行政権再開[17]。
- 2024年 - ウォール・ストリート・ジャーナルの『2024年の行くべき場所ベスト10』に選ばれた[22]。

## 経済

### 第一次産業
第一次産業では、農業、漁業、林業 がバランスよく九州各県に広く分布しており、出荷額も多い。温暖な気候を利用して筑紫平野では米、オオムギ、小麦の二毛作が展開される。宮崎平野ではビニールハウスを利用した野菜の促成栽培が行われている。加えて熱帯・亜熱帯地域が原産のサツマイモ、マンゴー、ザボン（ブンタン）、バナナなどの生産も行われている。鹿児島県や宮崎県南西部には稲作には不向きなシラス台地が広がり、畜産が盛んである。

### 第二次産業
第二次産業では、北九州工業地帯を中心に、歴史的に鉄鋼、石炭などの素材産業やエネルギー産業が盛んであった。また、三菱重工業や佐世保重工業（長崎県）などの造船業に代表される重工業も盛んであるほか、久留米市ではブリヂストンといったゴム工業、大牟田市は三池炭鉱の石炭を中心とした化学工業、延岡市では旭化成が石油化学を中心とした化学工業が発展してきた。また、1980年代には、IT産業の進出により、半導体分野での世界シェアは1割を占めるまでになり、「シリコンアイランド」と呼ばれた。さらに1990年代からは、トヨタ自動車・日産自動車・ダイハツ工業・ホンダなど自動車メーカーの工場の立地が進み、濃尾地方に次ぐ国内の自動車製造拠点となり、先に「シリコンアイランド」と呼ばれていた経緯から「カーアイランド」と呼ばれる事もあった（一時期の台数ベース世界シェアは1.9%）。
唐津焼・有田焼・伊万里焼などに代表される陶磁器生産が17世紀から伝わっていることから窯業も盛んである。北九州市に本社を置くTOTOはトイレ等衛生機器のトップ企業である。

### 第三次産業
九州の産業生産額に占める第三次産業の割合が高く、九州全域を市場として発展している。
九州での卸売業は福岡県が中心となっており、九州全体の卸売業年間販売額の62.5 %は福岡県内である。小売業では全般的に零細店舗や百貨店が低迷する一方、大型店の増加がみられる。また、九州ではドラッグストアの売上高、店舗数の増加が日本全国的にみても大きい特徴がある。
金融の分野では、都市銀行の店舗は少なく、各県に地方銀行の本店があり、地域に根ざした営業網を展開している。また、不良債権を抱え、経営困難に陥った地方銀行の救済を目的に、資金力のある地銀による吸収合併が進んでおり、九州管内での業界再編が行われている。ふくおかフィナンシャルグループは親和銀行 や熊本ファミリー銀行 を傘下に入れ、西日本シティ銀行は長崎銀行を傘下に入れた。また山口県に地盤がある山口フィナンシャルグループ傘下の山口銀行が北九州地方に攻勢をかけており、2011年（平成23年）10月には北九州銀行が山口銀行の北九州地区部門から分割・設立するなど北九州地方の動きが活発である。
情報通信業では、ITソフトウェア関連のサービス業が伸びており、その多くが福岡市内に集積している。

### 域内総生産
- 令和3年度の九州の域内総生産は52兆3601億円であり[27]、全国の国内総生産にしめる割合は9.06%であった。また、これはG20参加国のアルゼンチンや南アフリカよりも大きく、世界で30位以内の「国」に相当する経済規模を有している[28]。
- 都道府県
  - 福岡県 19兆4571億円
  - 佐賀県 3兆1791億円
  - 長崎県 4兆6207億円
  - 熊本県 6兆4173億円
  - 大分県 4兆6838億円
  - 宮崎県 3兆7065億円
  - 鹿児島県5兆9214億円
- 政令指定都市※令和元年度
  - 福岡市7兆7910億円、北九州市 3兆8120億円、熊本市 2兆4618億円

### 交易
位置的に朝鮮半島や中国、東南アジアなどに近く、特にアジアとの貿易や輸送が盛んである。

## 人口

### 九州7県の人口
| 都道府県番号 | 都道府県名 | 全国順位 | 人口(人)   | 割合(%) |
| ------------ | ---------- | -------- | ---------- | ------- |
| JP-40        | 福岡県     | 8        | 5,089,762  | 41      |
| JP-41        | 佐賀県     | 42       | 781,872    | 6.3     |
| JP-42        | 長崎県     | 30       | 1,237,327  | 10      |
| JP-43        | 熊本県     | 23       | 1,685,070  | 13.6    |
| JP-44        | 大分県     | 34       | 1,076,128  | 8.7     |
| JP-45        | 宮崎県     | 35       | 1,019,330  | 8.2     |
| JP-46        | 鹿児島県   | 24       | 1,517,178  | 12.2    |
|              | 合計       |          | 12,406,667 | 100     |

※順位・人口・割合のデータは2025年7月1日現在。

### 年齢構成
年齢5歳階級別人口

2004年10月１日現在推計人口

総計 [単位 千人]
| 年齢     | 人口 |
| -------- | ---- |
| 0 - 4歳  | 687  |
| 5 - 9    | 726  |
| 10 - 14  | 760  |
| 15 - 19  | 846  |
| 20 - 24  | 918  |
| 25 - 29  | 936  |
| 30 - 34  | 974  |
| 35 - 39  | 876  |
| 40 - 44  | 886  |
| 45 - 49  | 973  |
| 50 - 54  | 1131 |
| 55 - 59  | 1040 |
| 60 - 64  | 899  |
| 65 - 69  | 847  |
| 70 - 74  | 805  |
| 75 - 79  | 661  |
| 80歳以上 | 819  |

年齢5歳階級別人口

2004年10月１日現在推計人口

男女別 [単位 千人]
| 男  | 年齢     | 女  |
| --- | -------- | --- |
| 353 | 0 - 4歳  | 334 |
| 373 | 5 - 9    | 353 |
| 389 | 10 - 14  | 371 |
| 433 | 15 - 19  | 413 |
| 460 | 20 - 24  | 458 |
| 461 | 25 - 29  | 475 |
| 473 | 30 - 34  | 501 |
| 418 | 35 - 39  | 458 |
| 428 | 40 - 44  | 458 |
| 477 | 45 - 49  | 496 |
| 559 | 50 - 54  | 572 |
| 508 | 55 - 59  | 532 |
| 419 | 60 - 64  | 480 |
| 383 | 65 - 69  | 464 |
| 352 | 70 - 74  | 453 |
| 268 | 75 - 79  | 393 |
| 248 | 80歳以上 | 571 |

- データ出典：第10表/都道府県, 年齢（5歳階級）, 男女別人口－総人口
（総務省統計局）

### 主要都市
沖縄県含む九州8県の主要都市を掲載する。データは2025年7月1日現在。
政令指定都市
福岡市（1,667,944人）・北九州市（901,799人）・熊本市（735,873人）
中核市
鹿児島市（579,858人）・大分市（469,041人）・宮崎市（391,717人）・長崎市（384,600人）・那覇市（309,189人）・久留米市（298,120人）・佐世保市（227,369人）
施行時特例市
佐賀市（227,082人）

## 教育

### 国立大学
| - 福岡県 - 九州大学 - 福岡教育大学 - 九州工業大学 - 佐賀県 - 佐賀大学 | - 長崎県 - 長崎大学 - 熊本県 - 熊本大学 | - 大分県 - 大分大学 - 宮崎県 - 宮崎大学 | - 鹿児島県 - 鹿児島大学 - 鹿屋体育大学 | - 沖縄県 - 琉球大学 - 沖縄科学技術大学院大学 |

### 公立大学
| - 福岡県 - 福岡県立大学 - 九州歯科大学 - 北九州市立大学 - 福岡女子大学 - 長崎県 - 長崎県立大学 | - 熊本県 - 熊本県立大学 - 大分県 - 大分県立看護科学大学 - 宮崎県 - 宮崎公立大学 - 宮崎県立看護大学 | - 沖縄県 - 沖縄県立看護大学 - 沖縄県立芸術大学 - 名桜大学 |

### 私立大学
| - 福岡県 - 九州共立大学 - 九州国際大学 - 九州産業大学 - 九州情報大学 - 九州女子大学 - 九州栄養福祉大学 - 近畿大学産業理工学部 - 久留米大学 - 久留米工業大学 - 国際医療福祉大学福岡リハビリテーション学部 - サイバー大学 - 産業医科大学 - 純真学園大学 - 西南学院大学 - 西南女学院大学 - 聖マリア学院大学 - 第一薬科大学 - 筑紫女学園大学 - 帝京大学福岡医療技術学部 - 中村学園大学 - 西日本工業大学 - 日本赤十字九州国際看護大学 - 福岡大学 - 福岡看護大学 - 福岡経済大学 - 福岡工業大学 - 福岡歯科大学 - 福岡女学院大学 - 早稲田大学大学院 | - 佐賀県 - 西九州大学 - 長崎県 - 活水女子大学 - 長崎総合科学大学 - 長崎国際大学 - 鎮西学院大学 - 長崎純心大学 - 長崎外国語大学 - 熊本県 - 九州看護福祉大学 - 九州ルーテル学院大学 - 東海大学 - 熊本学園大学 - 熊本保健科学大学 - 尚絅大学 - 崇城大学 - 平成音楽大学 | - 大分県 - 日本文理大学 - 別府大学 - 立命館アジア太平洋大学（APU） - 宮崎県 - 南九州大学 - 宮崎国際大学 - 宮崎産業経営大学 - 九州保健福祉大学 - 鹿児島県 - 鹿児島国際大学 - 鹿児島純心女子大学 - 志學館大学 - 第一工業大学 - 沖縄県 - 沖縄大学 - 沖縄キリスト教学院大学 - 沖縄国際大学 |

### 高等専門学校
| - 福岡県 - 北九州工業高等専門学校 - 久留米工業高等専門学校 - 有明工業高等専門学校 - 長崎県 - 佐世保工業高等専門学校 | - 熊本県 - 熊本高等専門学校 - 熊本電波工業高等専門学校（熊本キャンパス） - 八代工業高等専門学校（八代キャンパス） - 大分県 - 大分工業高等専門学校 | - 宮崎県 - 都城工業高等専門学校 - 鹿児島県 - 鹿児島工業高等専門学校 - 沖縄県 - 沖縄工業高等専門学校 |

## 文化

### 名所・史跡・観光
| - 佐多岬 - 高崎山 - 都井岬 - 志賀島 - 能古島 - 大入島 - 桜島 - 霧島神宮 - 宗像大社 - 筥崎宮 - 香椎宮 - 元寇防塁 - 観世音寺 - 太宰府天満宮 - 聖福寺 - 高良大社 - 通潤橋 | - 風浪宮 - 宇佐神宮 - 住吉神社 - 祐徳稲荷神社 - 吉野ヶ里遺跡 - 西都原古墳群 - 九十九島 - 熊本城 - 佐伯城 - 屋形石の七ツ釜 - 唐津城 - 波戸岬 - 虹の松原 - 光明寺 - 名護屋城 - 水前寺成趣園 - 豊後二見ヶ浦 - 壱岐島 - 今村天主堂 - 水ノ子島灯台 |

### 国立施設
- 九州国立博物館
- 国立長崎原爆死没者追悼平和祈念館

### 野球場
- 福岡PayPayドーム
- 北九州市民球場
- さがみどりの森球場
- 長崎ビッグNスタジアム
- 平和リース球場（鹿児島）
- サンマリンスタジアム宮崎
- リブワーク藤崎台球場（熊本）
- 別大興産スタジアム（大分）
- 沖縄セルラースタジアム那覇

### サッカー場（陸上競技場）
- PEACE STADIUM Connected by SoftBank（長崎）
- 駅前不動産スタジアム（鳥栖）
- ベスト電器スタジアム（福岡）
- ミクニワールドスタジアム北九州
- レゾナックドーム大分
- えがお健康スタジアム（熊本）
- トランスコスモススタジアム長崎
- 白波スタジアム（鹿児島）
- いちご宮崎新富サッカー場（宮崎）
- 沖縄県総合運動公園陸上競技場

### 遊園地等
- ハウステンボス
- グリーンランド
- 城島高原パーク
- サンリオキャラクターパークハーモニーランド
- 別府ラクテンチ
- 肥前夢街道
- 森の遊園地メルヘン村
- だざいふ遊園地
- ダグリ岬遊園地

### 地域文化
- 九州方言
- 九州男児

### 楽器
- ゴッタン
- 三線
- 筑前琵琶
- 薩摩琵琶
- 土笛
- 石笛

### 伝統工芸
福岡
- 博多織
- 久留米絣
- 八女提灯
- 筑後和傘
- 柳川まり
- 博多人形
- 小石原焼
- 上野焼
- 高取焼
- 博多曲物玉樹
- 木うそ

佐賀
- 有田焼
- 伊万里焼
- 唐津焼
- 佐賀錦
- 鍋島緞通
- 肥前びーどろ

長崎
- 波佐見焼
- 三川内焼
- 長崎べっ甲
- 長崎凧
- 長崎灯籠

熊本
- 肥後象がん
- 山鹿灯籠
- 高田焼
- 小代焼
- 牛深ハイヤ節衣装刺繍
- 木葉猿
- きじ馬・花手箱
- 阿蘇竹細工

大分
- 小鹿田焼
- 臼杵焼
- 別府竹細工
- 七島イ
- 豊後絞り
- 中津の藍染め

宮崎
- 高千穂夜神楽面
- 椎葉神楽面
- 都城大弓
- 宮崎漆器
- 日向木綿
- のぼり猿
- ゴッタン

鹿児島
- 薩摩焼
- 大島紬
- おきん人形
- 奄美泥染め
- 種子島式火縄銃
- ゴッタン

沖縄
- 紅型
- 芭蕉布
- 読谷山花織
- シーサー
- 琉球ガラス
- かりゆしウェア

## 交通

### 鉄道・軌道（ケーブルカーを除く）
新幹線
JR九州本社直轄の九州新幹線と、西日本旅客鉄道（JR西日本）福岡支社管轄の山陽新幹線の一部とが存在する。
九州新幹線の開通区間は現在、鹿児島ルートの鹿児島中央駅～博多駅と西九州新幹線(長崎ルート)の長崎駅～武雄温泉駅である。山陽新幹線との間で鹿児島中央駅～新大阪駅間の直通列車が運転されている。また、西九州新幹線の武雄温泉駅～新鳥栖駅間は計画中であり現在はスーパー特急方式で運行をしている。
在来線
山陽新幹線の回送線を旅客線化した博多南線（JR西日本福岡支社の管轄）以外の在来線は全てJR九州が管理している。
公営交通
九州で唯一地下鉄事業を行う事業者として福岡市交通局（福岡市営地下鉄）が存在するほか、軌道事業を行う事業者として熊本市交通局、鹿児島市交通局が存在する。
私鉄
大手私鉄の一つである西日本鉄道（西鉄）が福岡県下に路線網をもつほか、福岡県、長崎県、熊本県に中小私鉄4事業者が存在する。なお、これには組織上第三セクターであるものの、慣例的に一般私鉄に分類される島原鉄道を含む（詳細については島原鉄道を参照）。
第三セクター鉄道
第三セクター鉄道としては、東九州の大分・宮崎県を除いた5県に7事業者9路線が存在する。都市交通の整備のため建設された北九州高速鉄道以外は、いずれも国鉄・JRの赤字路線や並行在来線を転換開業したものである。
鉄道・軌道事業者の一覧
専用鉄道#九州地方も参照
| - JR九州 - JR西日本（山陽新幹線・博多南線） - 西日本鉄道 - 福岡市交通局（福岡市地下鉄） - 北九州モノレール - 筑豊電気鉄道 - 平成筑豊鉄道 - 甘木鉄道 - 長崎電気軌道 | - 松浦鉄道 - 島原鉄道 - 熊本市交通局 - 熊本電気鉄道 - 肥薩おれんじ鉄道 - 南阿蘇鉄道 - くま川鉄道 - 鹿児島市交通局 - 沖縄都市モノレール（ゆいレール） |

### 主なバス会社
| - JR九州バス - 西鉄グループ各社 - 九州急行バス - 北九州市交通局 - つくしの観光バス - 堀川バス - 佐賀市交通局 - 昭和自動車 - 祐徳自動車 - 西肥自動車 - 長崎県交通局・長崎県央バス - 佐世保市交通局・させぼバス - 長崎自動車 | - 島原鉄道 - 壱岐交通 - 対馬交通 - 九州産交バス・産交バス - 熊本バス - 熊本電気鉄道 - 熊本都市バス - 大分交通・大交北部バス・国東観光バス・玖珠観光バス - 大分バス・大野竹田バス・臼津交通 - 亀の井バス - 日田バス - 宮崎交通 - 鹿児島交通、三州自動車、種子島・屋久島交通 | - 南国交通 - 鹿児島市交通局 - 大和バス - しまバス - 加計呂麻バス - マルエーフェリー - 徳之島総合陸運 - 沖永良部バス企業団 - 南陸運 |

### 道路
| - 高規格幹線道路 - 高速自動車国道 - 九州自動車道 - 東九州自動車道 - 九州中央自動車道 - 大分自動車道 - 宮崎自動車道 - 長崎自動車道 - 沖縄自動車道 - 一般国道自動車専用道路 - 西九州自動車道 - 南九州西回り自動車道 - 高速自動車国道に並行する一般国道 - 椎田道路 - 宇佐別府道路 - 延岡道路 - 延岡南道路 - 隼人道路 - 北方延岡道路 - 主な有料道路 - 福岡高速道路 - 北九州高速道路 - 長崎バイパス - 川平有料道路 - 一ツ葉道路 - 指宿スカイライン | - 主要一般国道 - 国道2号 - 国道3号 - 国道10号 - 国道34号 - 国道35号 - 国道57号 - 国道58号 - 国道202号 - 国道207号 - 国道208号 - 国道218号 - 国道219号 - 国道220号 - 国道221号 - 国道223号 - 国道263号 - 国道264号 - 国道265号 - 国道266号 - 国道267号 - 国道268号 - 国道269号 - 国道326号 - 国道382号 - 国道385号 - 国道444号 - 国道446号 - 国道447号 - 国道448号 - 国道499号 |

### 航空
定期路線が就航する空港は、九州本島内で福岡県には福岡空港と北九州空港の2か所あり、その他の各県にも1か所は存在するなど比較的早期から整備が進められており、東京や大阪を中心とした本州への便は山陽新幹線と激しく競合している。また、鉄道では行きにくい四国や北海道と九州を結ぶ空路や、沖縄本島と九州島内各地への空路、九州島内相互間の空路もある。離島にも空港が整備され、九州本島と離島を結ぶ空路も多く利用されている。
地理的に大韓民国や中華人民共和国など東アジア、東南アジアの周辺国が東京や大阪よりも近いこともあり、九州本島ではすべての県に韓国への便があり、最大規模の福岡空港では周辺国や東南アジア・ハワイ・ヨーロッパ方面への便もある。

## スポーツ

### 本拠地を置くチーム・団体
- 野球：福岡ソフトバンクホークス（日本プロ野球パシフィック・リーグ）、火の国サラマンダーズ、大分B-リングス、北九州下関フェニックス、宮崎サンシャインズ(九州アジアリーグ)
- サッカー：サガン鳥栖、ギラヴァンツ北九州、V・ファーレン長崎、大分トリニータ、ロアッソ熊本、アビスパ福岡、鹿児島ユナイテッドFC、テゲバジャーロ宮崎、FC琉球（日本プロサッカーリーグ）、ホンダロックサッカー部、ヴェルスパ大分（JFL）、福岡J・アンクラス（日本女子サッカーリーグ）
- ラグビー：九州電力キューデンヴォルテクス（ジャパンラグビーリーグワン）
- バレーボール：大分三好ヴァイセアドラー（V.LEAGUE男子）、福岡ウイニングスピリッツ（V.LEAGUE男子）、久光製薬スプリングス（V.LEAGUE女子）
- バスケットボール：熊本ヴォルターズ、琉球ゴールデンキングス、ライジングゼファーフクオカ、長崎ヴェルカ、佐賀バルーナーズ（B.LEAGUE）、鹿児島レブナイズ（B3.LEAGUE）
- ハンドボール：トヨタ紡織九州レッド・トルネード（日本ハンドボールリーグ男子）、オムロンピンディーズ、ソニーセミコンダクタマニュファクチャリング BLUE SAKUYA（日本ハンドボールリーグ女子）
- フットサル：バサジィ大分（日本フットサルリーグ）
- プロレス：NPO法人九州プロレス、プロレスリング華☆激、プロレスリング求道軍、大分AMWプロレス、プロレスリングFTO、琉球ドラゴンプロレスリング
- ソフトボール：西日本シロアリ、Neo長崎、ダイワアクト、オール北九州、旭化成（男子西日本リーグ）
- ボクシング：福岡帝拳ボクシングジム、福岡ボクシングジム、博多協栄ボクシングジム、本田フィットネスジム、琉球ボクシングジム
- 陸上競技：旭化成陸上部

### 定期開催される大会
- 大相撲：九州場所
- 陸上競技：福岡国際マラソン、別府大分毎日マラソン、延岡西日本マラソン、大分国際車いすマラソン
- 柔道：金鷲旗高校柔道大会
- 剣道：玉竜旗高校剣道大会
- テニス：全国選抜高校テニス大会
- 熱気球：佐賀インターナショナルバルーンフェスタ

### 開催された世界大会
- バレーボールアジア女子選手権（1983年、福岡県）
- アジアラグビーフットボール大会（1984年、福岡県）
- 熱気球世界選手権（1989年、1997年、佐賀県）
- スポーツカー世界選手権（1991年、大分県）
- 夏季ユニバーシアード（1995年、福岡県）
- 世界男子ハンドボール選手権（1997年、熊本県）
- パンパシフィック水泳選手権（1997年、福岡県）
- バスケットボールアジア選手権（1999年、福岡県）
- 世界水泳選手権（2001年、福岡県）
- アジア野球選手権大会（2005年、宮崎県）
- 世界クロスカントリー選手権（2006年、福岡県）
- レーザーラジアルヨット世界選手権（2009年、佐賀県）
- 世界女子ハンドボール選手権（2019年、熊本県）
- 世界水泳選手権、世界マスターズ水泳選手権（2023年、福岡県[注 12]）

## 出身者
九州出身の著名人は以下のリストを参照。
- 福岡県出身の人物一覧
  - 福岡市出身の人物一覧
  - 北九州市出身の人物一覧
- 佐賀県出身の人物一覧
- 長崎県出身の人物一覧
- 熊本県出身の人物一覧
  - 熊本市出身の人物一覧
- 大分県出身の人物一覧
- 宮崎県出身の人物一覧
- 鹿児島県出身の人物一覧
- 沖縄県出身の人物一覧

## その他
- 九州経済連合会
- 九州忍者保存協会
- 日本経済団体連合会